# Norah Docker
Lady Norah Docker (* 23. Juni 1906 als Norah Royce Turner in Derby, Derbyshire, Großbritannien; † 11. Dezember 1983 in London) war eine britische Persönlichkeit des öffentlichen Lebens, die, aus einfachen Verhältnissen stammend, durch drei Ehen zu einer der wohlhabendsten Frauen der frühen britischen Nachkriegszeit wurde. Vor allem während ihrer Ehe mit dem reichen Industriellen Bernard Docker in den 1950er-Jahren machte sie durch Vulgarität, „Exzesse und kalkulierte Unverschämtheiten“ auf sich aufmerksam. Exemplarisch für den verschwenderischen Stil Norah Dockers waren die extravaganten und außerordentlich teuren Show Cars Docker Daimlers, die sie initiiert hatte und die auch im 21. Jahrhundert noch mit ihr in Verbindung gebracht werden. Nach Veruntreuungsvorwürfen zogen sich die Dockers Ende der 1950er-Jahre aus dem öffentlichen Leben weitgehend zurück. Norah Docker starb 1983 nahezu mittellos.

## Biografie

### Elternhaus und Kindheit
Norah Dockers Eltern waren Sydney und Amy Turner. Sie war das zweite von insgesamt vier Kindern des Paares. Bei Norahs Geburt lebte die Familie in Derby, einer Stadt in den East Midlands, zur Miete in einer Wohnung über einer Schlachterei. Der Vater war zu dieser Zeit als Ladenbauer unter anderem für die Drogeriekette Boots tätig. Amy Turner wird in einer Biografie als statusbewusst und aufstrebend beschrieben. 1908 zogen die Turners in die mittelenglische Stadt Birmingham, wo der Vater im teuren Vorort Edgbaston ein Anwesen kaufte. Er übernahm einen Autohandel, der einige Jahre lang gut lief und der Familie ein Leben mit mehreren Bediensteten ermöglichte. Nach dem Ausbruch des Ersten Weltkriegs verschlechterten sich die Geschäfte allerdings. Nachdem seine freiwillige Meldung zum Militärdienst aus medizinischen Gründen abgelehnt worden war, entwickelte der finanziell in Bedrängnis geratene Sydney Turner eine Depression, in deren Folge er sich 1922 auf einer Fähre zwischen Holyhead und Dublin das Leben nahm. Amy Turner versuchte zunächst, den Autohandel allein weiterzuführen, scheiterte aber nach wenigen Monaten. Am Ende musste sie den Autohandel und das familiäre Anwesen verkaufen. Von dem Erlös übernahm Amy Turner den Three Tuns Pub in Sutton Coldfield, den sie selbst betrieb. Sie unterhielt sexuelle Beziehungen zu ihren Gästen, weil das nach ihrer Ansicht „gut fürs Geschäft“ war. Später tauschte sie den Three Tuns Pub gegen ein heruntergekommenes Hotel in Tenbury Wells ein und scheiterte mit dem Versuch, den Betrieb wieder profitabel zu machen. Letztlich kehrte sie mit den Kindern nach Birmingham zurück, wo sie den Unterhalt für die Familie als Näherin und Wäscherin und durch gelegentliche Männerbekanntschaften deckte.
Für Norah waren diese Erlebnisse prägend. Sie nahm sie als Verlust des gewohnten Wohlstands wahr und zugleich als Gefährdung ihrer persönlichen Entwicklung. Einerseits musste sie ihre – gemäß einer Quelle nur sehr oberflächlich verfolgte – Schulausbildung an einem Internat in Wales beenden, andererseits ließ sich ihre Absicht, in die Oberschicht Birminghams hineinzuheiraten, nach der gesellschaftlichen Stigmatisierung infolge des väterlichen Suizids und des weithin bekannten ausschweifenden Verhaltens ihrer Mutter nicht mehr verwirklichen.

### Hostess imCafé de Paris

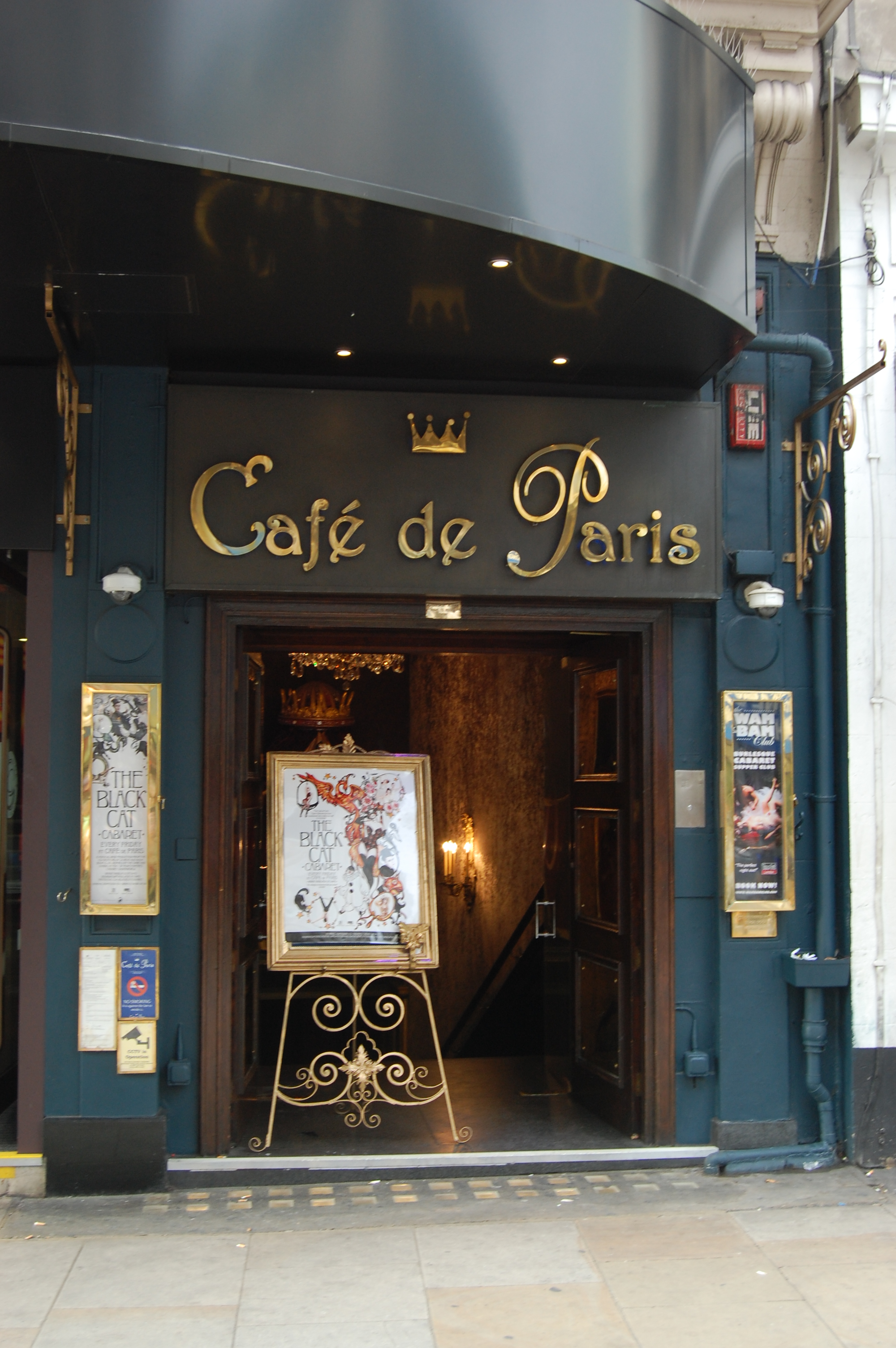
Café de Paris im Londoner West End

Im Herbst 1924 verließ Norah Turner ihre Familie und ließ sich in London nieder. Ihr erklärtes Ziel war die Ehe mit einem Angehörigen der britischen Oberschicht. Ihr Vorbild war insoweit die US-Amerikanerin Peggy Hopkins Joyce, die durch sechs Ehen mit wohlhabenden Geschäftsleuten und anschließenden Scheidungen selbst zur Millionärin geworden war.
Kontakte über die Standesgrenzen hinweg ermöglichten in jener Zeit unter anderem die Londoner Nachtclubs, die für ihre männlichen Gäste eine Reihe von Tänzerinnen fest angestellt hatten. Von 1926 bis 1932 war Norah Turner Tänzerin und Hostess im Café de Paris im West End, der zu den exklusivsten Clubs der Stadt gehörte. Um diese Anstellung zu erhalten, ließ sie sich von dem renommierten Tänzer Santos Casani ausbilden. Casani hielt sie für außerordentlich talentiert und verglich sie mit der Profitänzerin Irene Castle. Im Café de Paris war sie unter anderem Kollegin der späteren Schauspielerin Merle Oberon. Nach kurzer Zeit konnte Norah Turner 1 £ für jeden Tanz verlangen, mehr als jede andere Tänzerin des Café de Paris. Ihre wöchentlichen Einnahmen lagen in Spitzenzeiten bei 100 £, was 2018 einem Wert von 8.000 £ (fast 9.000 €) entsprach. Ihre Tanzpartner waren in erster Linie ältere Herren; Kontakte zu jungen Angehörigen der Aristokratie waren selten. Sie selbst führte das darauf zurück, dass ihre Schönheit „nicht makellos“ gewesen sei. Ob die gesellschaftlichen Kontakte im Club anschließend auch zu bezahlten sexuellen Beziehungen zu den Gästen führten, ist unklar. Sie bestritt das in ihrer 1969 erschienenen Autobiografie; spätere Biografen hielten das Gegenteil allerdings für „lebensnah“.
Norah Turner unterbrach ihre Tätigkeit im Café de Paris von 1932 bis 1934. Diese Jahre verbrachte sie zusammen mit ihrer Mutter in Armut in den nordenglischen Provinzstädten Southport und Birmingham. Die Gründe für die Unterbrechung, die teilweise als Flucht aus London gedeutet werden, und für den Umstand, dass sie keine finanziellen Rücklagen aus der Londoner Zeit zur Verfügung hatte, sind ungeklärt. Norah Turner behauptete in ihrer Autobiografie, der Inhaber des Café de Paris hätte den Betrieb eingestellt; das ist jedoch nachweislich unrichtig. Es gibt Spekulationen über eine ungewollte, abgebrochene Schwangerschaft oder einen gesellschaftlichen Skandal. In die Zeit in Birmingham fällt auch die Verlobung mit einem unvermögenden Franzosen, den sie als die Liebe ihres Lebens bezeichnete; die Verbindung scheiterte allerdings am Widerstand seiner Mutter.
1934 kehrte sie nach London zurück, wo sie zunächst übergangsweise im Savoy Hotel Arbeit fand und nach kurzer Zeit ihre Stellung als Hostess im Café de Paris wieder einnahm. Zu ihren bevorzugten Gästen gehörten weiterhin Männer, die weit älter waren als sie, unter ihnen der Oberste Richter Cecil Whiteley, der ihr ein Hotel im südenglischen Kurort Royal Tunbridge Wells zum Geschenk machte, sowie der 9. Duke of Marlborough.

### Norah Callingham
1937 ging Norah Turner eine Beziehung mit dem 15 Jahre älteren, streng gläubigen Clement Callingham ein, dem wohlhabenden Inhaber des jahrhundertealten Weinhandelshauses Henekeys. Das Paar lebte in der Nähe von Maidenhead im weiteren Umfeld Londons, wo Callingham ein Landhaus für sie gekauft hatte. Zu Beginn der Beziehung war Callingham noch verheiratet. In dieser Zeit wurde Norah Turner zweimal von ihm schwanger; beide Schwangerschaften brach sie auf seine Veranlassung hin ab, weil für ihn ein außerehelich geborenes Kind nicht vorstellbar war. Nach der Scheidung 1938 heirateten sie und Callingham. 1938 kam ihr gemeinsamer Sohn Lance zur Welt, den Norah Callingham nach Lance Reventlow benannte, dem Sohn der von ihr bewunderten, wenn auch persönlich unbekannten Millionenerbin Barbara Hutton. Einige Quellen berichten außerdem über die Geburt einer Tochter mit dem Namen Felicity, die 1944 im Alter von neun Monaten gestorben sei. Zu Beginn des Zweiten Weltkriegs diente Norah Callingham in einer Freiwilligeneinheit der Britischen Armee, im weiteren Kriegsverlauf zog sie aber mit ihrer Familie nach Wales. Clement Callingham entwickelte im letzten Kriegsjahr eine Depression und starb im Juli 1945 an den Folgen einer Thrombose. Callingham hinterließ ihr ein Vermögen in Höhe von 175.000 £, was 2018 etwa einem Wert von 5 Mio £ entsprach.

### Lady Norah Collins

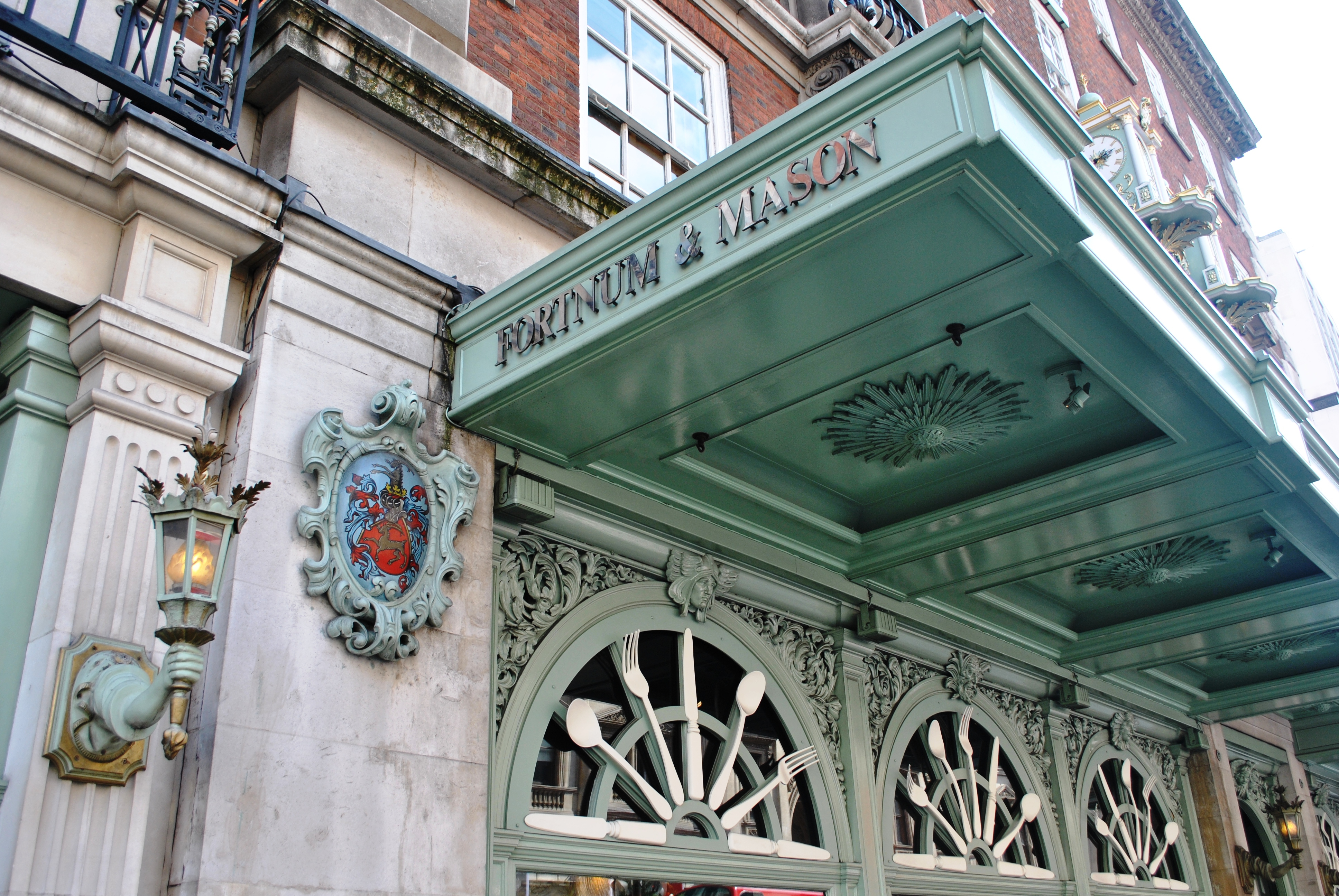
Fortnum & Mason: Luxuskaufhaus in Picadilly

1946 heiratete Norah Callingham den 33 Jahre älteren verwitweten Geschäftsmann William Henry Collins, KB, der mit ihrem ersten Mann befreundet gewesen war. Als Ehefrau eines Nobilitierten konnte sie daraufhin auf Lebenszeit die Anrede Lady verlangen.
William Collins war Geschäftsführender Direktor des Salzproduzenten Ceberos und außerdem an der Leitung des Londoner Luxuskaufhauses Fortnum & Mason beteiligt. Norah hatte in dem zu dieser Zeit bereits 70 Jahre alten Unternehmer anfänglich einen geeigneten Ehemann für ihre Mutter gesehen, heiratete ihn aber letztlich ungeachtet des erheblichen Altersunterschieds selbst. Sie erklärte offen, die Ehe mit Collins allein wegen seines Vermögens geschlossen zu haben. Das Paar lebte auf einem Landsitz in Wexham in der Nähe von Slough. Die kurze Ehe verlief unharmonisch. Sie war geprägt durch Collins’ Demenzerkrankung und einen sich schnell verschlechternden Gesundheitszustand. In den letzten Monaten seines Lebens lag William Collins zeitweise im Koma. Ein behandelnder Arzt äußerte den Verdacht, Norah Collins oder ihre Mutter hätten dem bettlägerigen Kranken unkontrolliert Schlafmittel verabreicht; zu einer Anklage kam es aber nicht. William Collins starb je nach Quelle im November 1947 oder 1948. Er hinterließ seiner Frau ein Millionenvermögen.

### Lady Norah Docker
Am 3. Februar 1949 heiratete Norah Collins den zehn Jahre älteren Industriellen Bernard Docker, der wie sie die Jugend in Birmingham verbracht hatte und inzwischen zu den wohlhabendsten Geschäftsleuten Großbritanniens gehörte.

#### Bernard Docker
Docker war seit 1940 Vorstandsmitglied und Geschäftsführer des von seinem Vater gegründeten Konzerns Birmingham Small Arms (BSA), zu dem neben anderen Unternehmen auch der renommierte Automobilhersteller Daimler und der Karosseriebauer Hooper gehörten. Ihm gehörten zahlreiche Immobilien, außerdem mit der Shemara die seinerzeit größte in Privatbesitz befindliche Motoryacht der Welt. Bernard Docker war geschieden; die Ehe mit seiner ersten Frau, der Schauspielerin Jeanne Stuart, hatte 1933 nach wenigen Monaten ihr Ende gefunden, nachdem Stuart des Ehebruchs überführt worden war.

#### DieDazzling Dockers

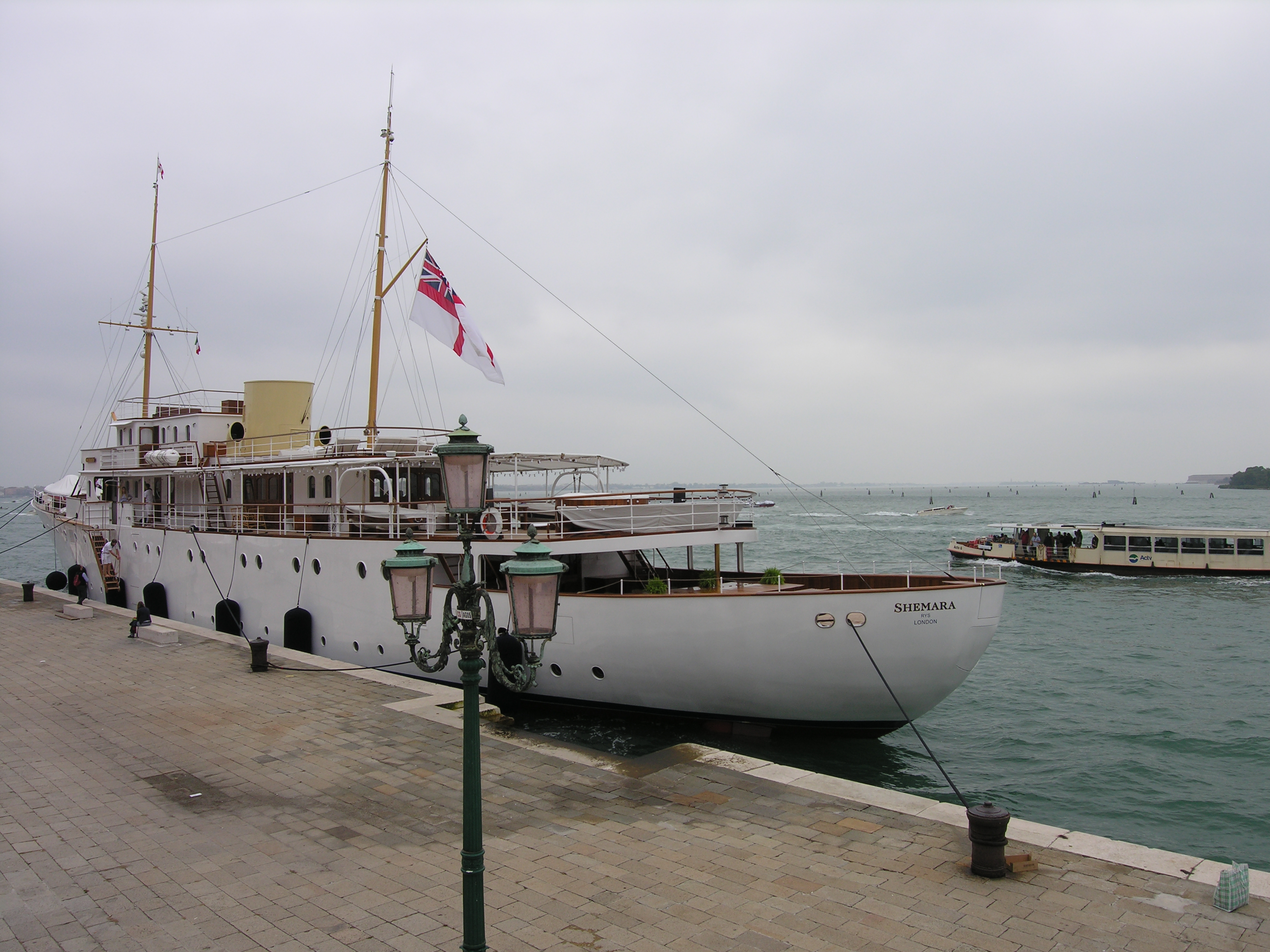
Oft Gegenstand der Berichterstattung: Dockers Motoryacht Shemara

Norah Docker erhielt kurz nach der Eheschließung Sitze im Vorstand von BSA, Daimler und Hooper; außerdem versorgte Bernard Docker einige Angehörige seiner Frau. So wurde der Mann einer ihrer Schwestern Manager bei Daimler und später auch Vorstandsmitglied beim Karosseriehersteller Carbodies, der ebenfalls zum BSA-Konzern gehörte. Im Gegenzug brachte Norah Docker ihren Mann umgehend ins Rampenlicht. Im folgenden Jahrzehnt waren die Dockers nahezu ununterbrochen Gegenstand der Berichterstattung in den Boulevardmedien. Magazine wie Picture Post produzierten Fotoberichte über Norah Docker im seinerzeit noch sehr teuren Vierfarbdruck, und die BBC zeigte das Privatleben des Paares in der Fernsehsendung At Home with the Dockers. In der Presse war das Paar bald als Dazzling Dockers (strahlende Dockers) bekannt. Norah Docker zeigte dabei einen verschwenderischen Lebensstil, der im eklatanten Kontrast zu dem von Austerität geprägten Leben im Großbritannien der frühen Nachkriegsjahre stand. Exemplarisch dafür sind die von Norah Docker initiierten Docker Daimlers, große und auffällige Show Cars mit Aufsehen erregenden, in den Augen mancher Beobachter außerordentlich vulgären Ausstattungsdetails.

#### Gleichsetzung mit Daimler

Daimler Motor Company

Norah Docker verknüpfte ihre medienwirksamen Auftritte oft mit BSA und Daimler. Bei vielen Auftritten kamen Daimlers Autos, vor allem die Docker Daimler, als Requisite zum Einsatz. Bei privaten wie geschäftlichen Gesellschaften fuhren die Dockers in diesen Autos vor, bei Auslandsterminen ließen sie sie teilweise einfliegen. Oft trug Norah Docker dabei Kleider, die ihre persönliche Schneiderin auf das jeweilige Auto abgestimmt hatte. Als 1954 das Daimler Gold Car auf eine weltweite PR-Tour geschickt wurde, ließ sich Norah Docker, die das Auto begleitete, dafür Kleider anfertigen, die annähernd so teuer waren wie das Auto selbst, und stellte die Kosten dafür dem BSA-Konzern in Rechnung. Im folgenden Jahr war The Gold Car Requisite in dem US-amerikanischen Spielfilm Gentlemen Marry Brunettes (deutscher Titel: So liebt man in Paris). Norah Docker nahm bei den Hauptdarstellerinnen Jane Russell und Jeanne Crain Schauspielunterricht, um das Posieren auf dem Auto bei Fotoaufnahmen zu professionalisieren.
BSA begrüßte zunächst die faktische Gleichsetzung von Norah Docker und Daimler in der öffentlichen Wahrnehmung und schätzte ihre Auftritte als „den Publicity-Coup des Jahrzehnts.“ Das änderte sich nach einigen Jahren, als sich Skandale einstellten. Bereits 1953 hatte sich die Midland Bank „besorgt“ über den „unwürdigen Lebensstil“  der Dockers gezeigt und Bernard Docker mit Druck dazu bewegt, sein Amt als Vorstandsmitglied, das er seit 1928 innehatte, aufzugeben. Drei Jahre später zog BSA nach. Auslöser waren Garderobenkosten Norah Dockers über 8.000 £ sowie die Kosten für den Flugtransport zweier Docker Daimlers nach Monaco, die sie jeweils der Daimler Company als Betriebsausgaben in Rechnung gestellt hatte. Der Vorstand entwickelte daraufhin im Mai 1956 mehrheitlich die Auffassung, dass die mit diesem Verhalten verbundene Berichterstattung in den Medien mit „keinem vernünftigen wirtschaftlichen Gegenwert für die BSA-Gruppe verbunden“ sei, und schloss ihn aus dem Gremium aus.

#### Gesellschaftlicher Abstieg und die letzten Jahre

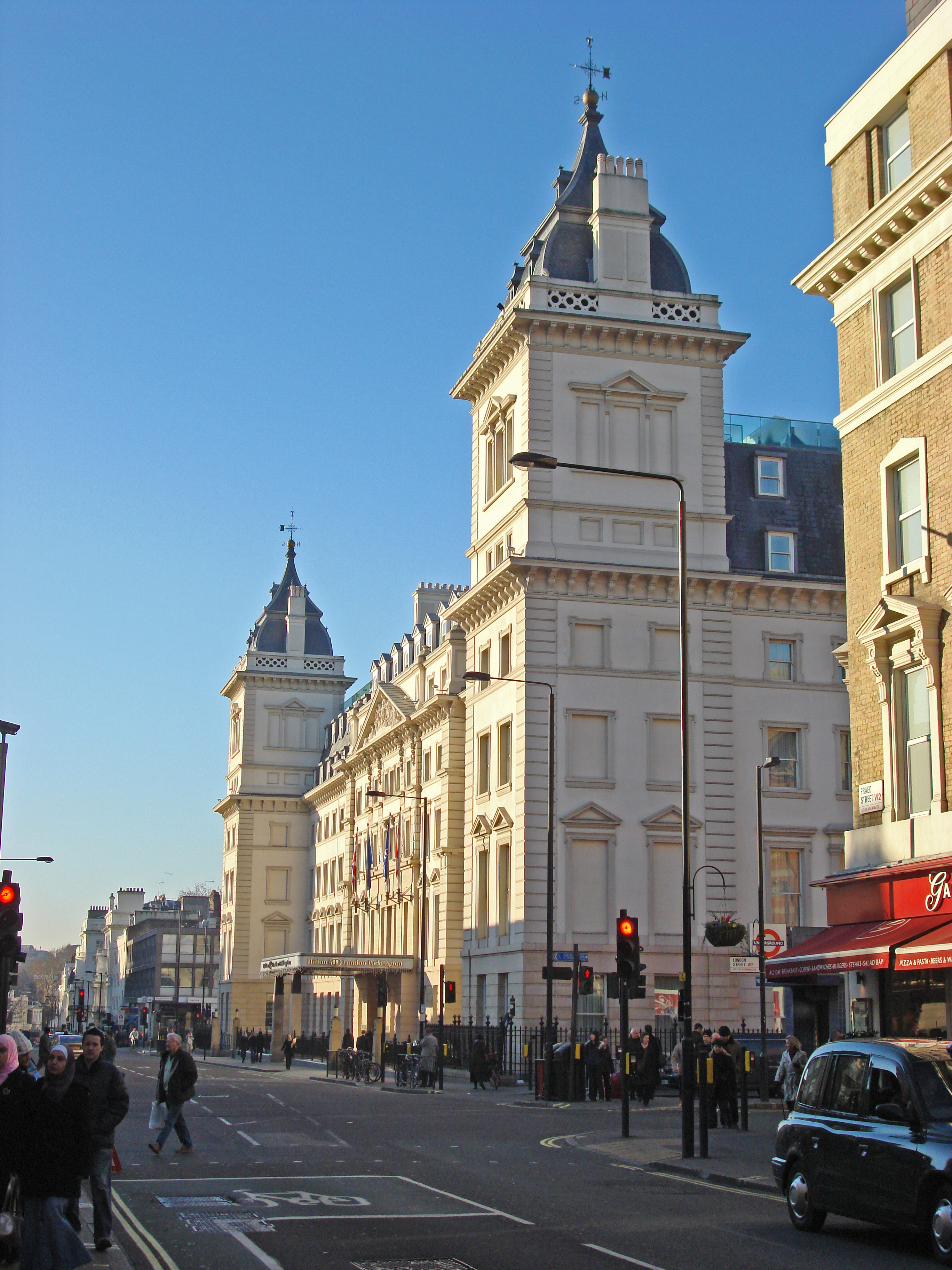
Great Western Hotel Paddington: Norah Dockers letzte Unterkunft

Der Verlust der Vorstandsämter führte nicht nur zu einem Verlust laufender Einnahmequellen; die Dockers hatten nun auch keine Möglichkeit mehr, die Kosten ihrer Lebensführung einem Unternehmen in Rechnung zu stellen. Das Paar geriet in Geldnot. Zunächst verkaufte Bernard Docker Unternehmensanteile und Immobilien. Damit einher ging ein gesellschaftlicher Bedeutungsverlust. Bereits in der zweiten Hälfte der 1950er-Jahre wandte sich die britische Presse zunehmend gegen Norah Docker. Es wurde kritisch berichtet, später wurde sie zum Gespött der Medien.
1966 zogen die Dockers in einen „bescheidenen Bungalow“ auf der Kanalinsel Jersey, wo kaum Steuern anfielen. Norah Docker verabscheute die Insel, deren Bewohner sie für außerordentlich langweilig hielt. In dieser Zeit bekam sie Alkoholprobleme. Zu Beginn der 1970er-Jahre verlegten die Dockers ihren Wohnsitz nach Mallorca, wo sie – möglicherweise beabsichtigt – in Vergessenheit gerieten.
1976 brachte Norah Docker ihren inzwischen erkrankten Ehemann in einem Pflegeheim im südenglischen Bournemouth unter, wo er, von den Medien und der Öffentlichkeit vergessen, 1978 starb. Als Norah Docker nach London zurückkehrte, hatte sie nur noch „sehr wenig Geld“. Sie mietete sich in dem seinerzeit heruntergekommenen Great Western Hotel Paddington am Bahnhof Paddington ein, wo sie im Dezember 1983 im Alter von 77 Jahren starb.

## Skandale
Vor allem während ihrer dritten Ehe verursachte Norah Docker eine Reihe von Skandalen, über die in der britischen Presse, teilweise aber auch darüber hinaus, breit berichtet wurde.
1951 gab Norah Docker einem Angestellten der Spielbank Monte-Carlo eine Ohrfeige, nachdem er sie nach einem verlustreichen Spiel am Verlassen des Casinos hatte hindern wollen. 1958 kam es zu einem weiteren Skandal in Monaco. Im Vorfeld der Taufe von Albert Grimaldi versuchte Norah Docker, die nur auf sie und ihren Ehemann lautende Einladung auf ihren Sohn Lance auszuweiten. Als ihr das verwehrt wurde, beleidigte sie in alkoholisiertem Zustand Fürst Rainier öffentlich und zerriss in einem Restaurant eine monegassische Fahne. Daraufhin erhielt sie ein Betretungsverbot für das Fürstentum, dem sich wenig später alle Städte der französischen Riviera anschlossen.
Skandale gab es auch in ihrem Heimatland. Zweimal war Billy Hill daran beteiligt, der seinerzeit führende Kopf der Organisierten Kriminalität in Großbritannien. 1955 waren Norah und Bernard Docker Gäste einer Party, die Hill anlässlich der Veröffentlichung seiner Memoiren gab. Zu den weiteren Gästen gehörten zahlreiche Schwerkriminelle. Norah Docker ließ sich fotografieren, als Hill sie in Anwesenheit ihres Mannes und einer Reihe von Fotografen küsste. Ein Biograf Billy Hills führt unter Berufung auf Zeugen weitergehend aus, dass es früher am Abend zu einem sexuellen Kontakt zwischen Norah Docker und Billy Hill gekommen sei. Die britische Presse verbreitete Fotos des Kusses in den folgenden Tagen landesweit. Vier Jahre später wurde Billy Hill von Norah Docker beauftragt, Schmuckstücke wiederzufinden, die ihr gestohlen worden waren. Gegenüber der Presse begründete Hill seine Bereitschaft, ihr zu helfen, mit dem Satz: „Lady Docker ist eine von uns.“

## Docker Daimlers

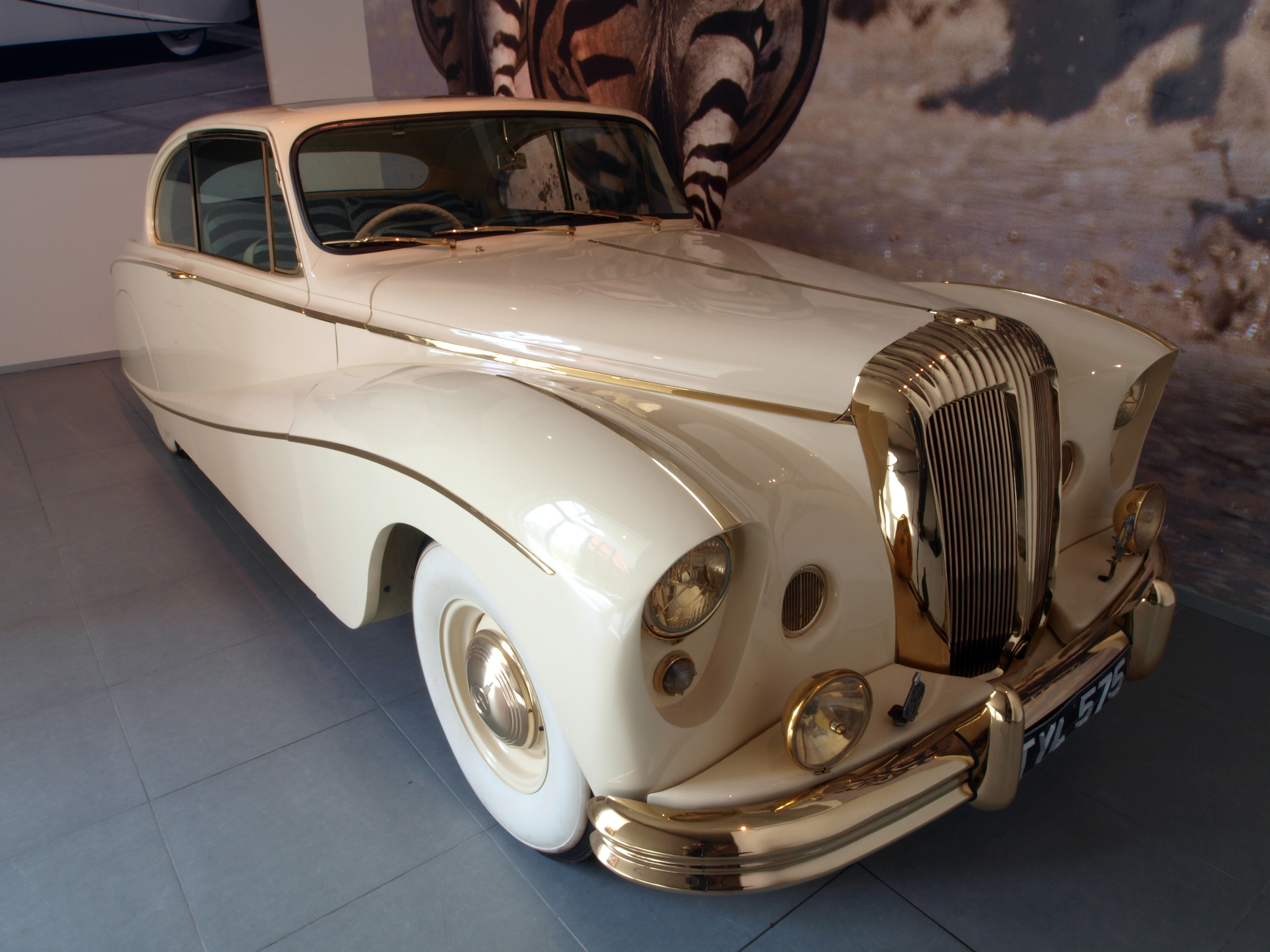
Der letzte Docker Daimler: Golden Zebra (1955)

Die Docker Daimlers waren ein besonders auffälliger Ausdruck der Verschwendungslust Norah Dockers. Zu ihnen gehören fünf Show Cars der Daimler Motor Company, von denen ab 1951 auf der British Motor Show jährlich eine neue Variante ausgestellt wurde. Sie waren als Blickfang gedacht und hatten den Zweck, die antiquiert wirkende Marke Daimler international ins Gespräch zu bringen. Die Docker Daimlers zeichnen sich durch außergewöhnliche Ausstattungsdetails aus. Dazu gehörten vergoldete Anbauteile und 7000 handgemalte Sterne auf dem Lack beim Golden Car (1951), Sitzbezüge aus Eidechsenleder beim Blue Clover (1952), ein Armaturenbrett aus Krokodilleder beim Silver Flash (1953), seidene Sitzbezüge und Gläser von Cartier beim Star Dust (1954) sowie vergoldete Anbauteile und ein Interieur aus Zebrafell beim Golden Zebra (1955). Öffentlich wurde die Gestaltung aller Docker Daimlers Norah Docker zugeschrieben. Tatsächlich bauten die Karosserien jeweils auf der Hooper Empress Line auf, einem Designkonzept, das der Hooper-Designer Osmond Rivers bereits vor der Eheschließung von Norah und Bernard Docker entwickelt hatte und das für sich genommen viel Zustimmung erfuhr. In der Automobilliteratur besteht Einigkeit darüber, dass auf Norah Docker vor allem die außergewöhnlichen Ausstattungsdetails der Docker Daimlers zurückgehen. Sie wurden und werden noch immer ablehnend beschrieben: „Das, was Lady Docker zu Osmond Rivers’ fließenden Linien beitrug, war nicht mehr als ein Hauch ehrlicher Vulgarität“ bei den jährlichen Show Cars. Andere meinen, Norah Docker habe wunderbar ausgewogene Formen durch schlechten Geschmack ruiniert.
Zunächst erfüllten die außerordentlich teuren Docker Daimlers  ihren Zweck: Sie brachten die Marke ins Gespräch, insbesondere dann, wenn Norah Docker in ihnen vorfuhr. Andererseits aber lehnte die britische Oberschicht, die die typische Klientel Daimlers stellte, die Autos ab. Die Aufmerksamkeit ließ sich nicht dauerhaft in Verkaufszahlen umsetzen. Einige Quellen sehen in den Docker Daimlers und dem Auftreten von Norah Docker vielmehr einen Grund für den Reputationsverlust und für den Niedergang der Marke Daimler.

## Norah Docker in den Medien
Die zeitgenössische Presse berichtete über Norah Docker zunächst wohlwollend bis bewundernd. Der Begriff Dazzling Dockers (strahlende Dockers) war in den frühen 1950er-Jahren weit verbreitet. Die Presse bezeichnete sie auch als Naughty Norah, wobei der Begriff naughty (etwa: ungezogen) augenzwinkernd und wohlwollend zu verstehen war.
Mit dem Ende ihrer Tätigkeiten für Daimler änderte sich das; die kritische Berichterstattung nahm zu. Das deutsche Nachrichtenmagazin Der Spiegel nannte sie 1959 das „Enfant Terrible der internationalen Gesellschaft.“ Kritiker wiesen auf ihre „bescheidene Herkunft“ hin und meinten, sie habe eine „Aura der Gewöhnlichkeit nie abgelegt“. Sie sei „die am meisten fotografierte Frau ohne jede Bedeutung“ gewesen und wurde zu einem Sinnbild für eine „ungebremste Orgie der Verschwendung“. Auch ihre Rolle für Daimler wurde rückblickend relativiert. Ihre Funktion sei darauf beschränkt gewesen, sich hierhin und dorthin zu Partys fahren zu lassen. Schließlich wurde Norah Docker zum Gespött der Medien. Der Komiker Frankie Howerd etwa zeigte in seinen Sendungen in den 1960er-Jahren wiederholt Bilder übergewichtiger älterer Frauen, die auffallend gekleidet waren, und betitelte sie spöttisch als Lady Docker.
Mit der Distanz von mehreren Jahrzehnten verglich eine britische Autorin Bernard und Norah Docker mit David und Victoria Beckham und bezeichnete sie als „Posh und Becks der 1950er-Jahre“.

## Nachwirkungen
Der Begriff „Lady Docker“ wurde im englischen Sprachraum zeitweise als Umschreibung für eine Person verwendet, deren gesellschaftliche Ziele oberhalb ihres Standes liegen. Die darauf aufbauende Frage „Wer glaubst Du, dass Du bist? Lady Docker?“ war insbesondere im Norden Englands in den 1950er-Jahren ein weit verbreiteter Ausspruch.
Norah Docker ist auch Jahrzehnte nach ihrem Tod noch in den Medien präsent. Jedes Fachbuch zur Automobilmarke Daimler enthält ausführliche Beschreibungen ihres Lebens. Wenn ein Docker Daimler zum Verkauf angeboten wird, bringen britische Medien – über die Automobilpresse hinaus – üblicherweise biografische Artikel zu Norah Docker. 2018 brachte Tim Hogarth schließlich in Großbritannien eine Norah-Docker-Biografie heraus.